# Searcy
Searcy é uma cidade localizada no estado americano de Arkansas, no Condado de White.

## Demografia
Segundo o censo americano de 2000, a sua população era de 18.928 habitantes.
Em 2006, foi estimada uma população de 20.993, um aumento de 2065 (10.9%).

## Geografia
De acordo com o United States Census Bureau, a localidade tem uma área de 38,3 km², dos quais 38,1 km² cobertos por terra e 0,2 km² cobertos por água.

## Pessoas famosas de Searcy
- Beth Ditto, Cantora da banda de indie rock, The Gossip

## Localidades na vizinhança
O diagrama seguinte representa as localidades num raio de 16 km ao redor de Searcy.